# كريل كوشي
ايفوزي كوشي أو كريل كوشي (الاسم العلمي:Nyctiphanes couchii) هو نوع من الحيوانات البحرية يتبع جنس ايفوزي ليلي من فصيلة الايفوزية.